# 光明池

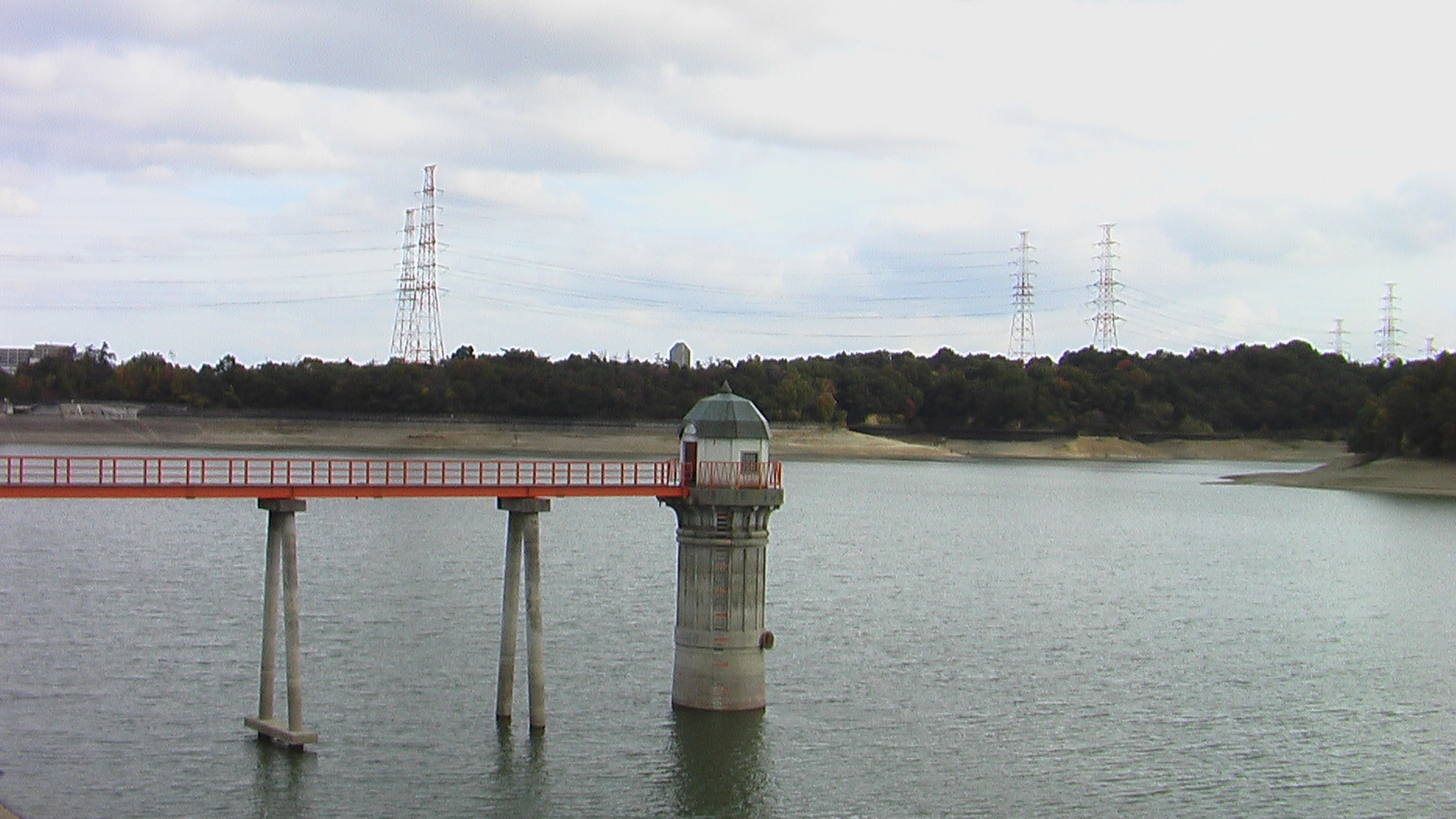
光明池
（和泉市室堂町・和田町・光明台と堺市南区城山台に跨る）

光明池（こうみょういけ）は、大阪府にあるため池。和泉市と堺市南区に跨る。

## 概要
1936年（昭和11年）に灌漑用ため池として整備された。満水時の貯水量は約370万立方メートルで府下最大。満水面積は約36ヘクタール (ha)で、大阪府下では岸和田市の久米田池、大阪狭山市の狭山池に次ぐ広さである。光明池土地改良区(水土里ネット光明池)が管理している。
堤防は2箇所あり、北側の本堤防は高さ約26メートル (m)、長さ約350 m、南西側の副堤防は高さ約18 m、長さ約130 mある。水深は最深部で約20 mある。最盛期には約1700 haの灌漑を担ったが、減反政策等により現在の灌漑面積は約300 ha程度。上水道の水源としても利用されている。
周囲は「光明池緑地」として整備されており、遊歩道、体育館、屋外運動施設などがある。光明池緑地は近隣住民には「野鳥の森」とも呼ばれており、野鳥が多く見られる。
光明池はその緑豊かな環境から、1989年に「大阪みどりの百選」に選定された。また、2009年には「大阪ミュージアム」にも登録された。
池の南西畔から副堤防・本堤防を経て東畔にいたる遊歩道や、池の南側をU字型に囲むように整備されている遊歩道は散歩コースとして多数の近隣住民に利用されている（ただし、この二つの遊歩道は直接繋がってはいないので、遊歩道のみを利用して池全体を周回することはできない）。また、池によって分断されている光明台地区をつなぐアーチ橋である「光明池大橋」が架けられている。

## 名称の由来
光明池は、和泉市国分町を流れる槇尾川の取水堰から導水している。国分町にある浄福寺で光明皇后が誕生したという伝説にちなんで光明池と名づけられた。ちなみに、夫の聖武天皇および異父兄の橘諸兄は久米田池の築造に尽力のあった人物でもある。

## 歴史
- 大正期 - 昭和初期 : 泉州地域で旱魃（かんばつ）が発生したとされる。石津川 - 槇尾川間に位置する町村への農業用灌漑用溜池として、光明池の建設が計画される。
- 1928年（昭和3年）: 大阪府知事により、「泉北耕地整理組合」設立と工事施工が認可される。
- 1931年（昭和6年）: 大阪府営事業として光明池建設事業がはじまる。
- 1936年（昭和11年）: 光明池完成。
- 1950年（昭和25年）: 泉北耕地整理組合が「光明池土地改良区」に組織改編される。
- 1977 - 85年（昭和52 - 60年）: 本堤防が改修される。
- 1984年（昭和59年）: 本堤防改修に合わせ、光明池守護神社（光明池築造時に造営されたと見られる）が再建築造される。
- 1985年（昭和60年）: 光明池大橋完成。
- 1989年（平成元年）: 大阪みどりの百選に選定される。
- 2005年（平成17年）: 光明池守護神社の神殿改修が行われる。
- 2007 - 12年（平成19 - 24年）: 副堤防が改修される。
- 2009年（平成21年）: 大阪ミュージアムの展示物として登録される。

## 光明池大橋

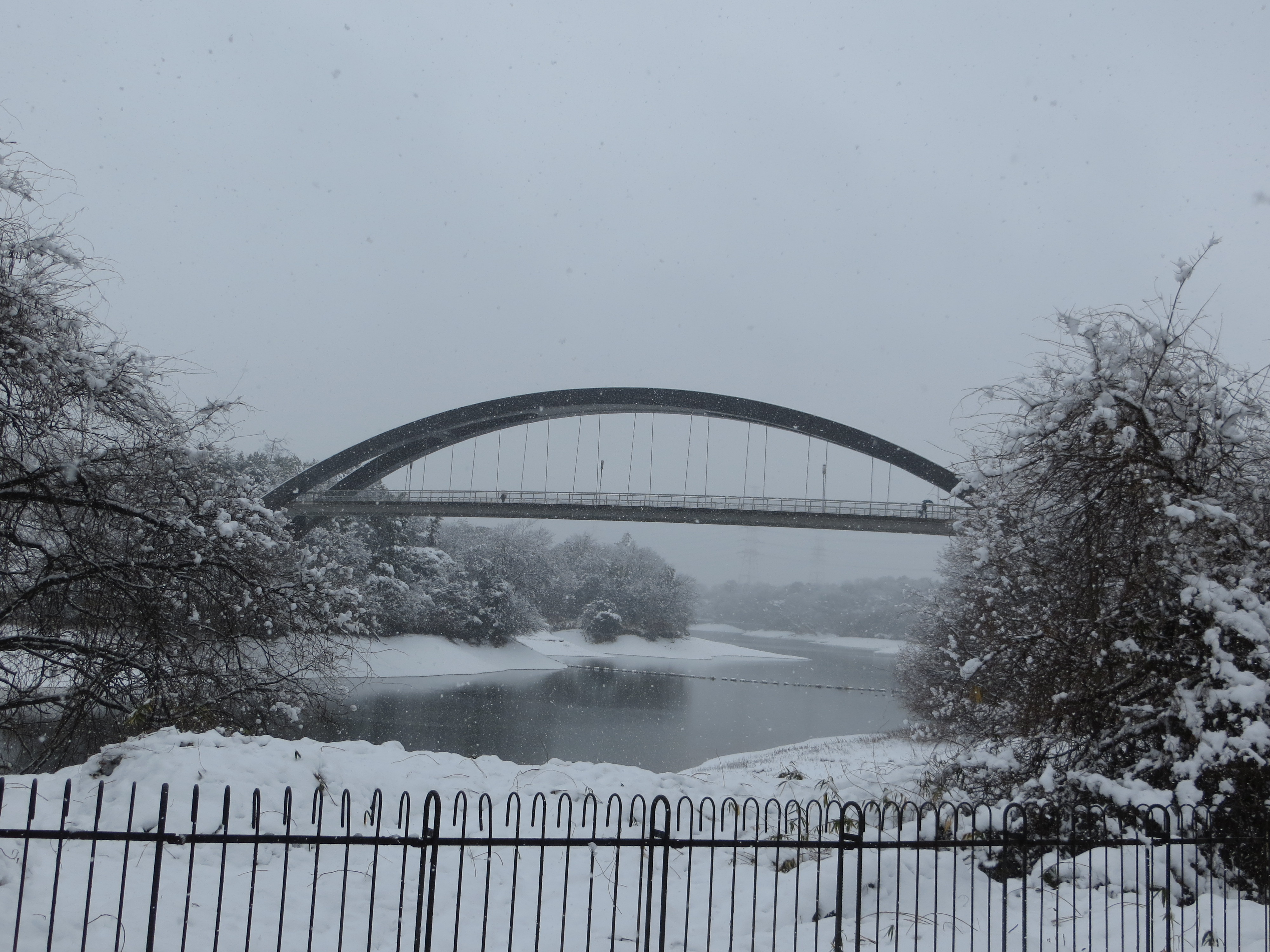
光明池大橋。2014年2月14日の積雪時に撮影。

光明池大橋は、住宅・都市整備公団（現：都市再生機構）によって1985年に建設された歩行者・自転車専用橋である。橋長は157.6 m、支間長は98 mで、コンクリート中路アーチ橋構造。同構造のコンクリート橋では世界に類がないとして、1985年の土木学会田中賞を受賞している。
2020年11月11日より自転車、バイクの通行が禁止された。